# فرناندو دياز
فرناندو دياز هو لاعب كرة قاعدة كوبي، ولد في 30 مايو 1924 في Marianao ‏ في كوبا، وتوفي في 7 فبراير 1992 في لوس أنجلوس في الولايات المتحدة.